# Emerson Jones
Emerson Jones (* 7. Juli 2008 in Gold Coast, Queensland) ist eine australische Tennisspielerin.

## Karriere
Jones spielt vorrangig Turniere auf der ITF Junior Tour und der ITF Women’s World Tennis Tour, wo sie bisher zwei Einzeltitel gewinnen konnte.
2019 spielte Emerson für die Auswahl der Queensland Primary School und gewann in Toowoomba den Titel im Mädcheneinzel, wodurch sie in die Auswahl von Queensland berufen wurde. Emerson wurde in das Junior-Billie-Jean-King-Cup-Team der U16 und in das Australian World Junior Tennis Team der unter 14-Jährigen berufen.
2022 spielte sie bei der 61. Ausgabe der Orange Bowl und schaffte es beim U14-Wettbewerb in die dritte Runde. Bis zum 11. November 2022 sammelte Emerson 2.808 Punkte bei Turnieren für unter 14-Jährige in den USA.
Im Januar 2023 erhielt sie eine Wildcard für die Qualifikation des Hobart International 2023, ihrem ersten Turnier der WTA Tour. Sie war zu dem Zeitpunkt Nr. 35 der ITF-Juniorinnen-Weltrangliste und damit die am höchsten gelistete 14-Jährige.

## Turniersiege

### Einzel
| Nr. | Datum            | Turnier | Kategorie | Belag     | Finalgegnerin    | Ergebnis  |
| --- | ---------------- | ------- | --------- | --------- | ---------------- | --------- |
| 1.  | 3. November 2024 | Sydney  | ITF W75   | Hartplatz | Taylah Preston   | 6:4, 7:63 |
| 2.  | 11. Mai 2025     | Fukuoka | ITF W35   | Teppich   | Himeno Sakatsume | 7:64, 6:4 |

## Persönliches
Emerson ist die Tochter von Loretta Jones, die unter ihrem Geburtsnamen Harrop Triathlon-Weltmeisterin (1999) und zweifache Olympiateilnehmerin (2000, 2004) war und Brad Jones, der ein talentierter australischer Spieler beim AFLQ-Wettbewerb in Queensland war. Sie hat einen älteren Bruder Hayden, der ebenfalls Profitennisspieler auf der ATP-Tour ist.